# ‘Emeq H̱éfer
‘Emeq H̱efer (hebreiska: עמק חפר) är en dal i Israel.   Den ligger i distriktet Centrala distriktet, i den norra delen av landet.